# Famille Durand de Sartoux
Pour les articles homonymes, voir Durand.
La famille Durand de Sartoux est une famille éteinte de la noblesse française.
Son nom a été relevé par la famille Péguilhan, d'où la famille Péguilhan de Sartoux[réf. nécessaire].

## Historique
Après la Révolution française, ils acquièrent en l'an XIII (1804-1805) le château de Mouans et en 1824, ils le restaurent à l'original.

## Filiation

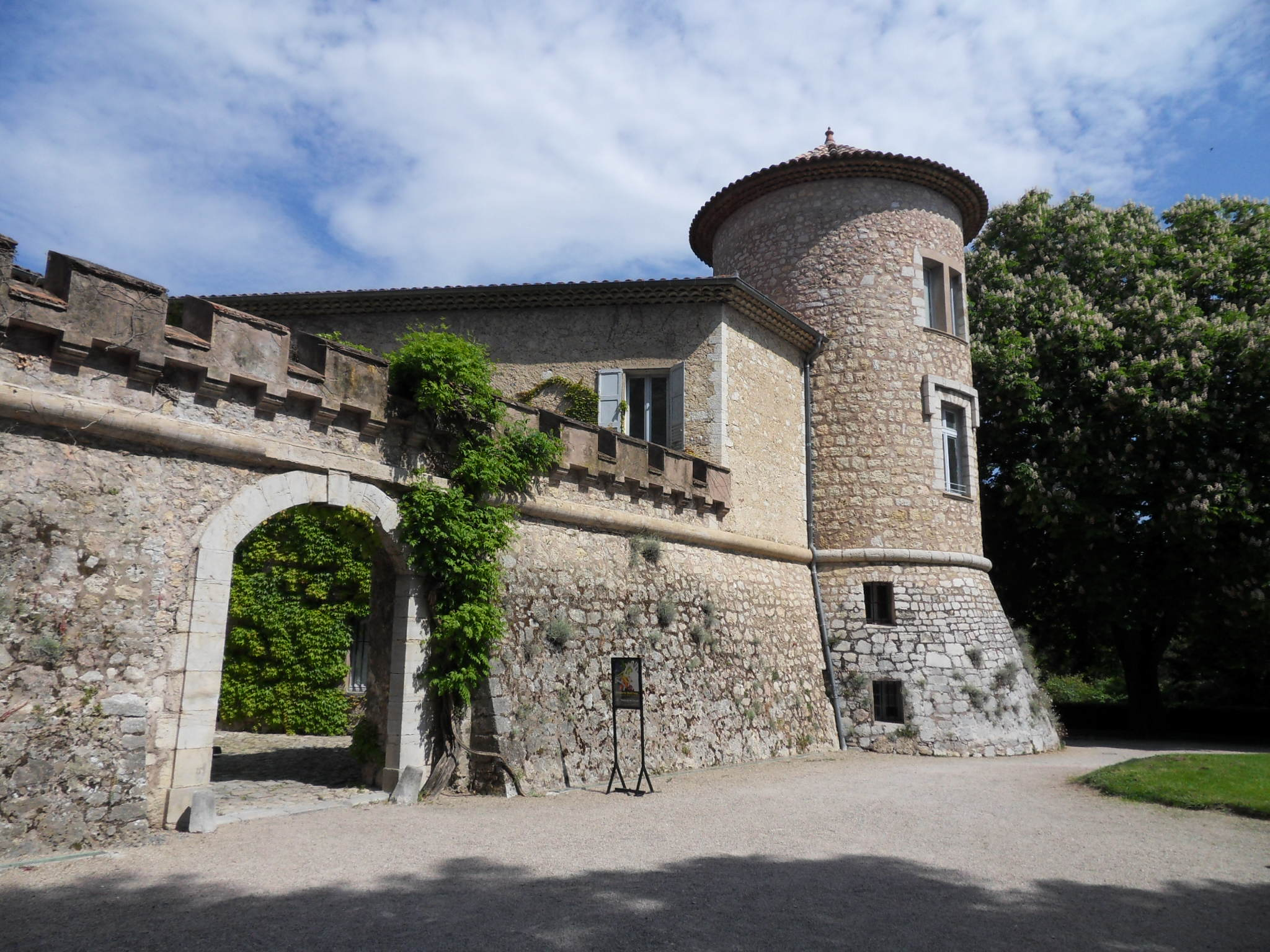
Le château de Mouans.

- Honoré de Durand, testataire en 1432 ;
  - Jérôme de Durand , son fils
    - Christophe de Durand, il acquiert la Seigneurie de Sartoux en 1473[1] ;
      - George de Durand, seigneur de Sartoux le 24 juillet 1480 ;
        - Donat de Durand x 1539 Andrivette de Villeneuve, fille d'Antoine, seigneur de Tourrettes-les-Vence ;
          - George de Durand x 1563 Honorée Hermeline
            - Albert de Durand x 1603 Anne de Bompar
              - François de Durand (1605-1626) x 1626 Susanne (1605-1668), fille d'Annibal de Villeneuve, seigneur de Tourrettes-les-Vence et de Françoise de Villeneuve
                - Albert de Durand (1626-1715) x 1672 Elisabeth (1649-1720), fille de Marc-Antoine de Gautier, baron d'Aiguine et de Senés et de Marie Aimare de Thomas la Garde
                  - François de Durand (Grasse, 1676-1746) x 1714 Gabrielle (1697-1774), fille de Marc-Antoine II de Gautier, baron d'Aiguines et de Gabrielle de Félix d'Ollières
                    - Albert de Durand, né en 1714 ou en 1725 à Grasse et mort le 7 décembre 1798 à Grasse, marié le 21 juin 1746 avec Anne (1721-1794), fille de Jacques de Theas, seigneur de Caille et de Françoise de Durand de Sartoux ; il est le dernier Seigneur de Sartoux[réf. nécessaire]
                      - Jacques-François de Durand, né le 5 mai 1747 à Grasse et mort le 5 mars 1828 à Mouans-Sartoux, marié le 13 décembre 1770 avec Julie Joséphine (1750-1800), fille de Joseph Marc Roch de Barrigue de Fontainieu et  Marie Anne de Gautier de Grambois, remarié le 17 février 1808 avec Marianne Louise Levens (1782-1863), maire de Mouans-Sartoux de 1816 à 1825[1] ;
                        - Jacques Victor Polyeucte de Durand, né le 18 juillet 1789 à Grasse et mort le 1er mars 1877 à Mouans-Sartoux, marié en 1806 avec Émilie Dorothée de Croze, maire de Mouans-Sartoux de 1846 à 1851[1] ;
                        - Nicolas François de Durand, né le 12 mai 1809 à Mouans-Sartoux et mort le 10 juin 1859 à Mouans-Sartoux, marié le 10 mai 1832 avec Polyxène Baptistine Françoise de Durand de Sartoux (1814-1866)[réf. nécessaire] ;
                          - Jules-Alexandre, Jean, Baptiste de Durand, né le 10 juillet 1839 à Mouans-Sartoux et mort le 12 mai 1915 à Mouans-Sartoux, marié le 2 octobre 1865 avec Marie-Marguerite, Théobaldine de Colbert Turgis (1836-1913), maire de Mouans-Sartoux de 1871 à 1875[1].

## Héraldique
|  | Les Durand de Sartoux portent : Parti d'or et de gueules, au lion couronné de sable, lampassé et vilené de gueules brochant sur le tout.                     |
|  | Alias : parti, au 1 d'or au lion couronné, le tout de sable, au 2 de gueules. (1635)                                                                         |
|  | Alias : parti d'or et de gueules au lion couronné de sable à la queue fourchée et passée en sautoir, lampassé de gueules. (Armorial général de France, 1696) |

## Odonymie

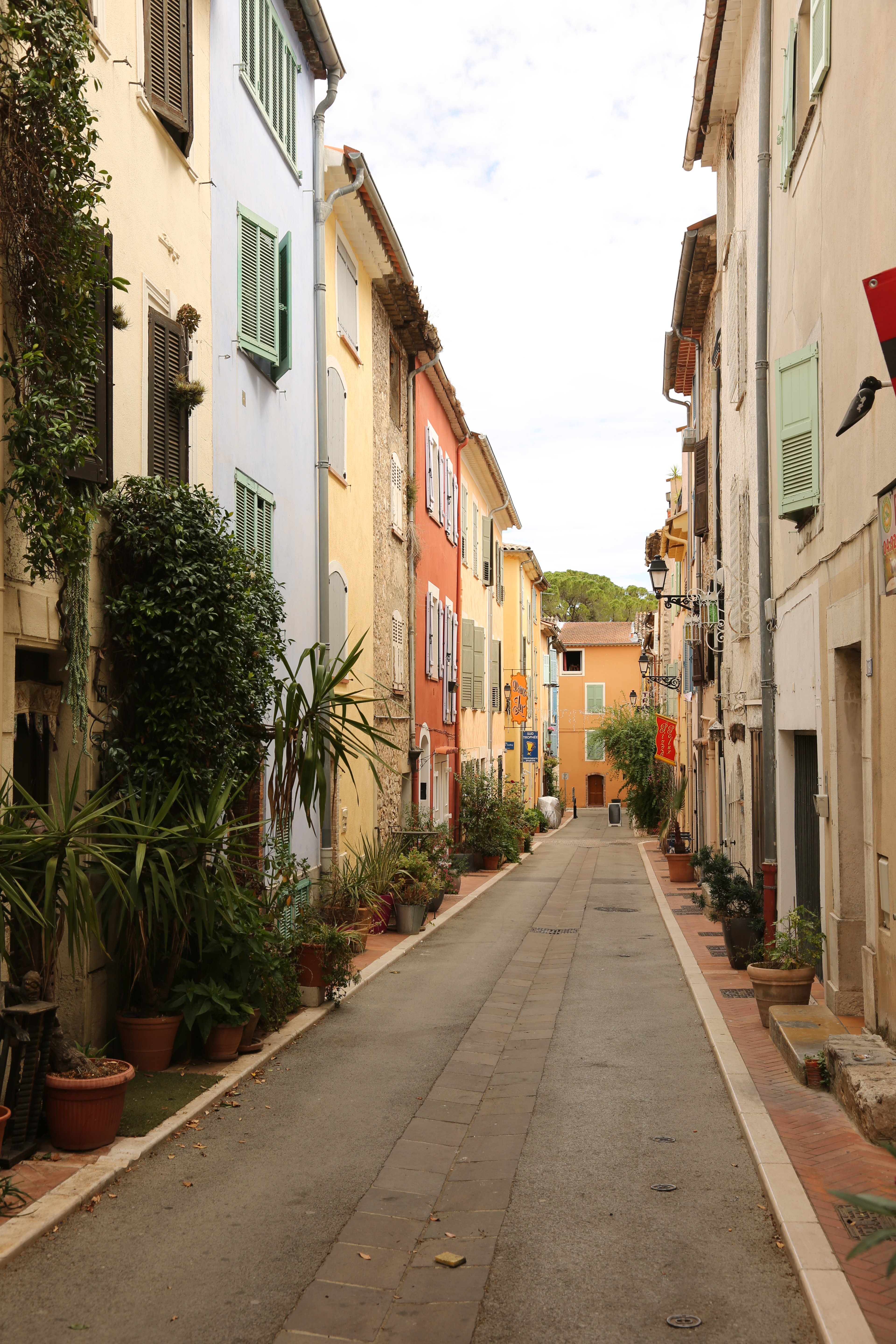
rue Durand de Sartoux, Mouans-Sartoux.

La commune de Mouans-Sartoux possède une rue Durand-de-Sartoux.